# Muline
Koordinati:   44°08′30″N, 15°04′10″E
Muline so manjši zaselek, ki spada k naselju Ugljan na istoimenskem otoku (Hrvaška).

## Geografija
Muline, zaselek z okoli 300 prebivalci, ležijo na severozahodni obali otoka ob istoimenskem zalivu zahodno od zaselkov Gornje in Donje Selo okoli 4 km od naselja Ugljan. V zalivu je okoli 40 metrov dolg kolenast pomol, na katerem lahko pristajajo plovila z ugrezom do 2,5 m. Proti koncu pomola pri obali je globina morja samo še 1 m. Na stoji manjše dvigalo. Zaliv je odprt severozahodnim vetrovom.

## Zgodovina
V kraju so najdeni ostanki rimske ville rustice z gospodarskimi poslopji, vodnim zbiralnikom, stiskalnico za oljčno olje, ter starokrščansko pokopališče z mavzolejem iz 5 stoletja, v katerem so talni mozaiki in freske iz 5.stoletja.